# Cyphanthera racemosa
Cyphanthera racemosa ist eine Pflanzenart aus der Gattung Cyphanthera in der Familie der Nachtschattengewächse (Solanaceae). 

## Beschreibung
Cyphanthera racemosa ist ein bis zu 1,2 m hoher Strauch. Seine Zweige sind meist spärlich filzig mit nicht-drüsigen Trichomen behaart. Die Laubblätter sind aufsitzend oder nahezu aufsitzend, schmal elliptisch, langgestreckt oder umgekehrt eiförmig. Sie werden 5 bis 25 mm lang, 1,5 bis 4,5 mm breit und sind spärlich filzig behaart. Laubblätter junger Pflanzen sind größer und leicht fleischig.
Die Blütenstände sind thyrsenförmig. Die Blüten stehen an 4 bis 20 mm langen Blütenstielen. Der Kelch wird 2 bis 7 mm lang, kann unbehaart oder behaart sein und ist oftmals purpurn überhaucht. Die Krone ist 7 bis 18 mm lang, auf der Außenseite behaart, weiß gefärbt und mit purpurnen Streifen versehen. Die Kronlappen sind meist eiförmig bis elliptisch geformt, 3 bis 11 mm lang und auf der Innenseite papillös. Die Staubblätter sind 3 bis 5,5 mm lang.
Die Frucht ist eine eiförmig-elliptische Kapsel mit einer Länge von 3,5 bis 5 mm. Sie enthält Samen mit einer Länge von 1,6 bis 2,5 mm.

## Verbreitung und Standorte
Die Art kommt im Südwesten Western Australias, nahe der Westküste, zwischen dem unteren Murchison River und Kellerberrin vor. Cyphanthera racemosa wächst im Buschland und im Heide-Busch auf Sandebenen und Küstendünen und tritt oftmals nach Feuern auf.

## Nachweise
- R. W. Purdie, D. E. Symon und L. Haegi: Cyphanthera racemosa. In: Solanaceae, Flora of Australia, Band 29, Australian Government Publishing Service, Canberra, 1982. S. 26–27. ISBN 0-642-07015-6.